# John W. Considine Jr.

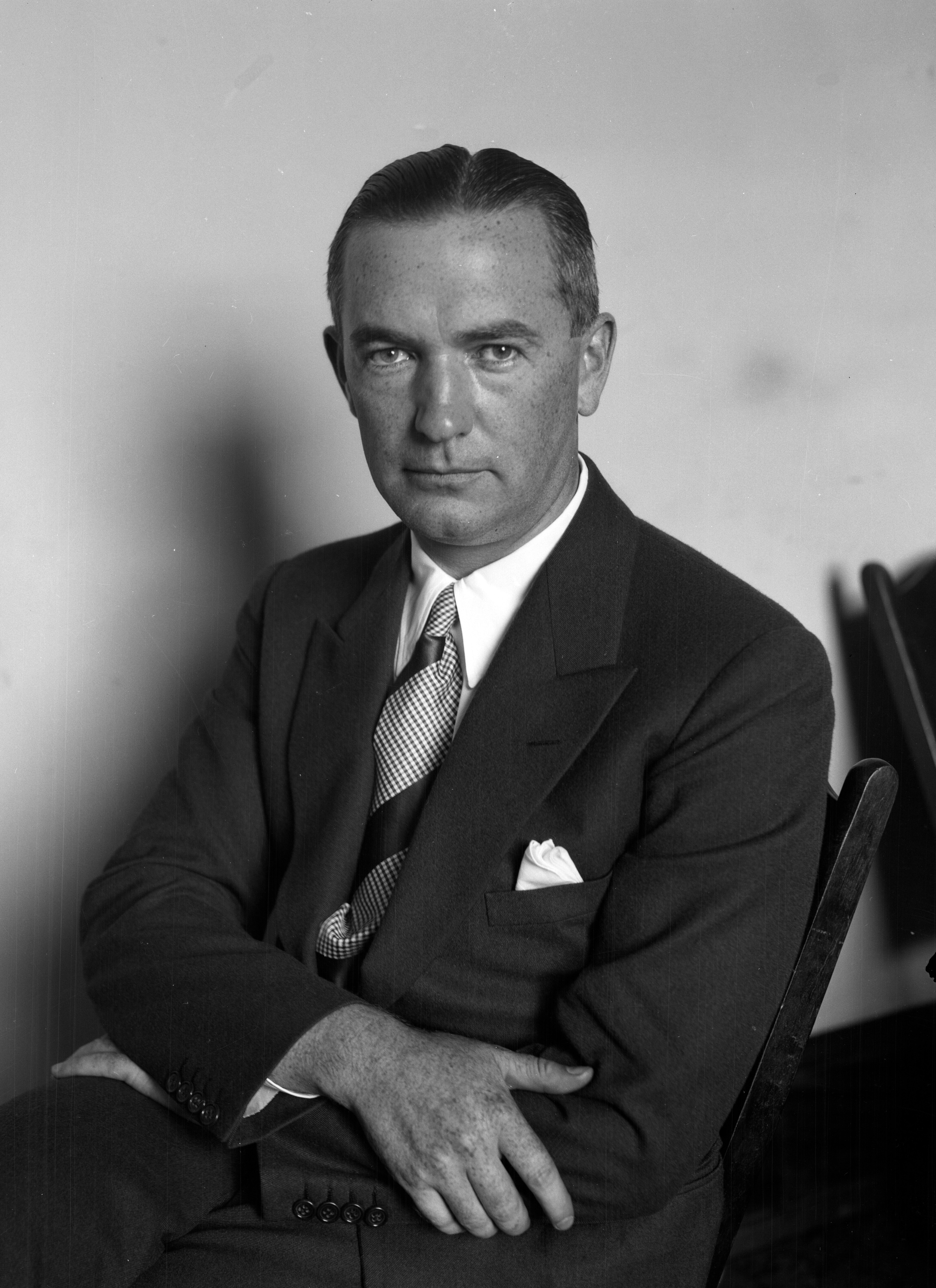
John W. Considine Jr.
(1920er-Jahre)

John William Considine Jr. (* 7. Oktober 1898 in Spokane im US-Bundesstaat Washington; † 22. März 1961 in Hollywood, Los Angeles) war ein US-amerikanischer Filmproduzent und Autor. Considine produzierte unter anderem die oscarprämierten Filme Broadway-Melodie 1936 und Teufelskerle. 

## Leben

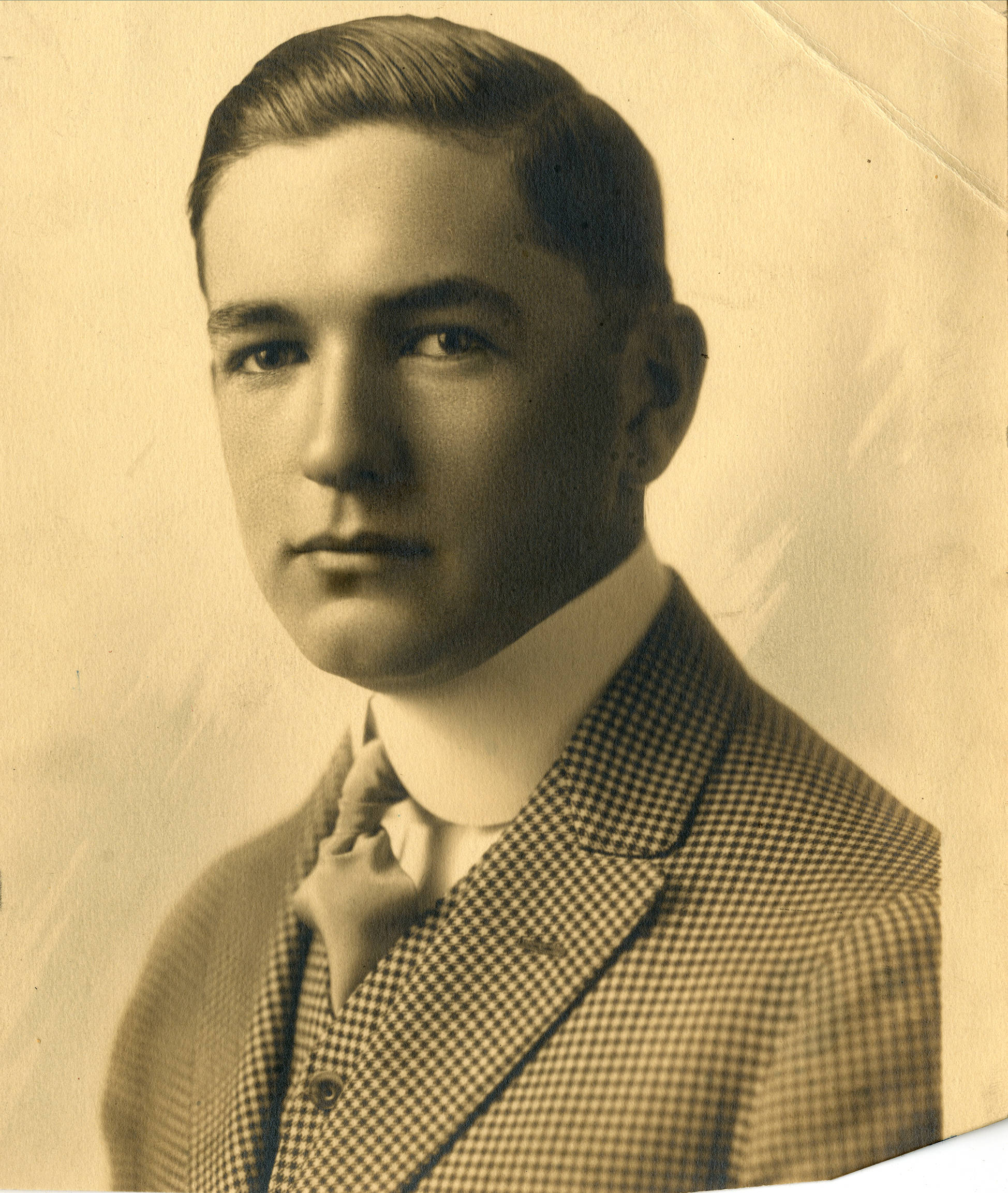
John W. Considine Jr. (1916)

Considines Vater war der Impresario John Considine (1868–1943). Considine Jr. studierte zunächst an den Universitäten von Stanford, Yale, Oxford und in Heidelberg, bevor er den Entschluss fasste, sich beruflich dem Filmgeschäft zu widmen. Ab Mitte der 1920er-Jahre betätigte er sich als Filmproduzent und stand hinter zahlreichen populären Filmen unter anderem für die Joseph Schenck Productions, die Fox Film Corporation und MGM.
In seinem ersten 1925 selbstproduzierten Film Wild Justice spielte „Peter der Große“, ein deutscher Schäferhund, der an der Polizeiakademie in Berlin ausgebildet worden war und dann nach Hollywood kam, an der Seite von George Sherwood als Arno eine Hauptrolle. Der Schäferhund reihte sich ein in die Reihe solch bekannter Hunde wie Rin Tin Tin oder Lassie. Considines zweiter Film Der Adler von 1925 basiert auf einer Geschichte von Puschkin; die Hauptrollen waren mit Rudolph Valentino und Vilma Bánky besetzt, die beide unmittelbar darauf in Der Sohn des Scheichs 1926 erneut auftraten. Zu dem 1930 produzierten Film Puttin’ on the Ritz, der den Aufstieg und Fall eines populären Entertainers zum Thema hat, schrieb Considine auch das Drehbuch. Eine romantische Nacht von 1930 war das Tonfilmdebüt von Lillian Gish und die zweite Verfilmung von Ferenc Molnárs Satire über die amouröse Verwicklungen in einem fiktiven Fürstentum. Bereits 1925 wurde das Theaterstück unter dem Originaltitel Der Schwan verfilmt, und 1956 erneut mit Grace Kelly und Alec Guinness in den Hauptrollen adaptiert.
Im Jahr 1932 war Considine für die Filmkomödie Disorderly Conduct zum einzigen Mal als Regisseur tätig. In dem Mysterydrama Ich kämpfe für dich von 1934 hatte das Leinwandpaar Myrna Loy und William Powell einen seiner wenigen Auftritte in einem Film mit dramatischem Sujet. Considines 1935 produzierter Film Broadway-Melodie 1936 erhielt bei der Oscarverleihung 1936 den ersten von insgesamt nur drei Mal verliehenen Oscars in der Kategorie „Beste Tanzregie“. Außerdem war der Film selbst in den Kategorien „Bester Film“ und „Beste Originalgeschichte“ nominiert. Für Teufelskerle, 1938 produziert, erhielten die Drehbuchautoren Griffin und Schary auf der Oscarverleihung 1939 den Oscar für die „Beste Originalgeschichte“. Spencer Tracy, der die Hauptrolle spielte, erhielt ein Jahr nach seinem ersten Oscar für den Film Manuel seinen zweiten Oscar für die Darstellung von Father Flanagan. Zudem war Teufelskerle in der Kategorie „Bester Film“ für den Oscar nominiert (unterlag jedoch der Frank-Capra-Komödie Lebenskünstler) ebenso wie Norman Taurog, der eine Nominierung in der Kategorie „Beste Regie“ erhielt. Des Weiteren erhielt Mickey Rooney einen Spezial-Oscar für seine einzigartigen Beiträge zur Leinwand als jugendlicher Schauspieler.
Für das 1938 ebenfalls von Considine produzierte Filmdrama Of Human Hearts ging Beulah Bondi mit einer Nominierung als beste Nebendarstellerin in die Verleihung von 1939.

## Privates
Considine, der 1961 verstarb, war mit Carmen Pantages, der Tochter des Theaterleiters Alexander Pantages, verheiratet. Ihre gemeinsamen Söhne John Considine und Tim Considine stiegen ebenfalls ins Filmgeschäft ein und wurden Schauspieler. Considines Grab befindet sich auf dem Holy Cross Cemetery in Culver City, Kalifornien.

## Filmografie (als Produzent)
- 1925: Wild Justice
- 1925: Der Adler (The Eagle)
- 1926: Der Sohn des Scheichs (The Son of the Sheik)
- 1927: Die Schlachtenbummler (Two Arabian Knights)
- 1928: Wetterleuchten (Tempest)
- 1928: Der Garten Eden (The Garden of Eden)
- 1929: Der König der Bernina (Eternal Love)
- 1930: Be Yourself!
- 1930: Puttin’ on the Ritz (auch Drehbuchautor)
- 1930: The Bad One
- 1930: Abraham Lincoln (nur Editor und Drehbuch)
- 1930: Eine romantische Nacht (One Romantic Night)
- 1931: Don’t Bet on Women
- 1931: Doctors’ Wives
- 1932: Always Goodbye
- 1932: She Wanted a Millionaire
- 1932: Ring frei für die Liebe (Flesh)
- 1933: Peg o’ My Heart
- 1933: Ich tanze nur für Dich (Dancing Lady)
- 1934: This Side of Heaven
- 1934: Have a Heart
- 1934: Ich kämpfe für dich (Evelyn Prentice)
- 1934: The Gay Bride
- 1934: Sequoia – Herrin der Wildnis (Sequoia)
- 1935: Mad Love
- 1935: Broadway-Melodie 1936 (Broadway Melody of 1936)
- 1936: Three Live Ghosts
- 1936: Ein Schrei in der Nacht (The Voice of Bugle Ann)
- 1936: Absolute Quiet
- 1936: Der Rächer (The Robin Hood of El Dorado)
- 1937: Finale in St. Petersburg (The Emperor’s Candlesticks)
- 1937: Der Mann mit dem Kuckuck (Personal Property)
- 1938: Of Human Hearts
- 1938: Arsene Lupin, der König der Diebe (Arsene Lupin)
- 1938: Hold that Kiss
- 1938: Teufelskerle (Boys Town)
- 1939: Society Lawyer
- 1939: Stronger Than Desire
- 1939: In den Klauen des Erpresser (Blackmail)
- 1940: Der junge Edison (Young Tom Edison)
- 1940: Der große Edison (Edison, the Man)
- 1940: Dritter Finger, linke Hand (Third Finger, Left Hand)
- 1941: Das sind Kerle (Men of Boys Town)
- 1941: Married Bachelor
- 1941: Rache ist süß (Design for Scandal)
- 1941: Der Tote lebt (Johnny Eager)
- 1942: Jackass Mail
- 1942: A Yank at Eton
- 1942: Jackals
- 1943: Three Hearts for Julia
- 1943: Salute to the Marines

## Auszeichnungen

### Oscar/Bester Film
- Oscarverleihung 1936 nominiert für Broadway-Melodie 1936
- Oscarverleihung 1939 nominiert für Teufelskerle